# Wasserpumpe Pingsheim

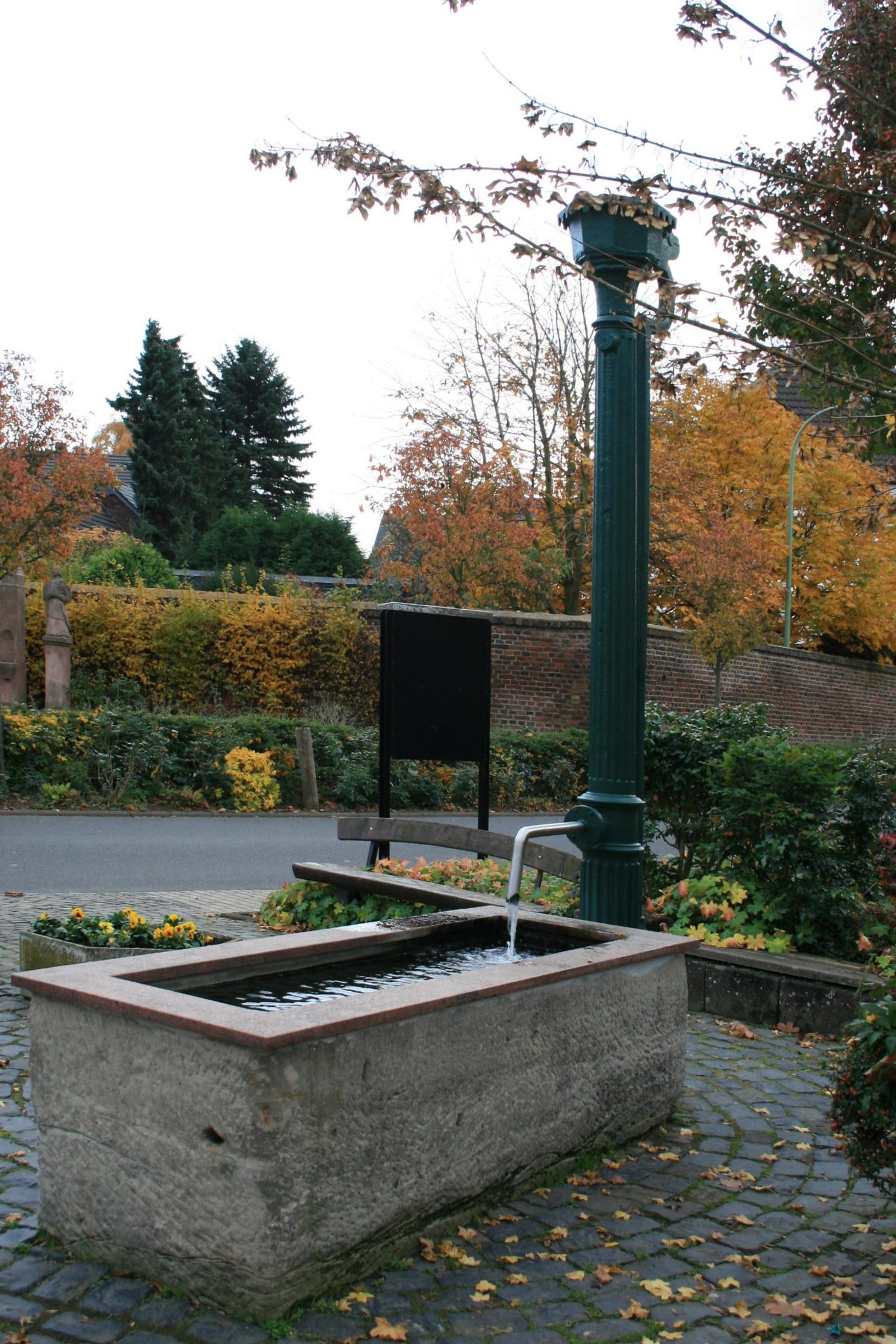
Die alte Dorfwasserpumpe

Die Wasserpumpe Pingsheim steht in Pingsheim, einem Ortsteil von Nörvenich im Kreis Düren, Nordrhein-Westfalen, an der Ecke Alfons-Keever-Straße/Kompstraße.
Die gusseiserne Wasserpumpe, eine Hubkolbenpumpe, stammt aus dem späten 19. Jahrhundert. Bis zur Verlegung des Wasserleitungsnetzes musste hier das Trinkwasser von den Einwohnern geholt werden. Später wurde die Pumpe in einen Zierbrunnen umgebaut.
Die Wasserpumpe wurde am 20. März 1985 in die Denkmalliste der Gemeinde Nörvenich unter Nr. 59 eingetragen.

## Belege
- Denkmalliste der Gemeinde Nörvenich (PDF; 108 kB)

Koordinaten: 50° 48′ 0″ N, 6° 41′ 34,5″ O